# بطاقة حافلات الإلكترونية

بطاقة حافلات الخضراء في أبوظبي

بطاقة حافلات الإلكترونية هي البطاقة المستخدمة للنقل في امارة أبوظبي في الامارات العربية المتحدة، أطلقت في 15 مايو أيار 2015 وتستخدم في وسائل النقل العام في أبوظبي وضواحيها
تتميز بطاقات حافلات بإمكانية إضافة رصيد معين، وإعادة تعبئته، وتخزين القيمة النقدية إلكترونياً، وإمكانية استخدامها كبطاقة اشتراك أسبوعية أو شهرية أو كتذكرة للاستخدام المؤقت، وتصنف بطاقة «حافلات» الذكية إلى بطاقات غير شخصية، وبطاقات شخصية، حيث تتميز البطاقات الشخصية باحتوائها على معلومات عن الراكب تخزن في شريحة البطاقة، وهي مخصصة للبطاقات الخاصة بالطلبة وكبار السن وذوي الاحتياجات الخاصة.

## الفئات
تنقسم بطاقات «حافلات» الذكية إلى 5 فئات، وهي بطاقة الفترة المحدودة، البطاقة الدائمة، البطاقة الشخصية، بطاقة ذوي الاحتياجات الخاصة، وبطاقة كبار السن. وتمتد فترة صلاحية بطاقات الفترة المحدودة إلى 14 يوما من تاريخ الشراء، ويمكن تعبئتها برصيد مالي يبدأ من درهم واحد ولغاية 150 درهماً. وفي حال الرغبة في التنقل بوساطة الحافلات داخل المدينة فقط، يمكن شراء هذا البطاقة مع تصريح أسبوعي خاص بخدمات الحافلات داخل المدينة وقيمة هذا التصريح ثابتة وتبلغ 30 درهم.

## التجهيزات
تم تركيب 404 جهاز تابع للمشروع منها 300 جهاز إعادة تعبئة فورية إلكترونية و 74 جهازاً إلكترونياً لبيع التذاكر في محطات الحافلات الرئيسية ومراكز خدمة العملاء ومظلات الانتظار المكيفة للحافلات وعدد من المراكز التجارية والمستشفيات ومطار أبوظبي الدولي، بالإضافة إلى تخصيص 30 جهازاً في مكاتب لبيع التذاكر تدار من قبل موظفي الدائرة في أبوظبي والعين.

## روابط خارجية
- موقع دائرة النقل -أبوظبي